# Elisabetta Marchetti
Elisabetta Marchetti (Roma, 7 agosto ...) è una regista televisiva e montatrice italiana.

## Biografia
Debutta nel 2000 nella miniserie televisiva Questa casa non è un albergo, di cui cura anche il montaggio. In seguito ha collaborato ai film per la televisione Gli amici di Gesù e Carabinieri. A partire dal 2006 si è occupata della regia della serie televisiva Don Matteo con Terence Hill e di Un medico in famiglia con Lino Banfi.

## Filmografia parziale

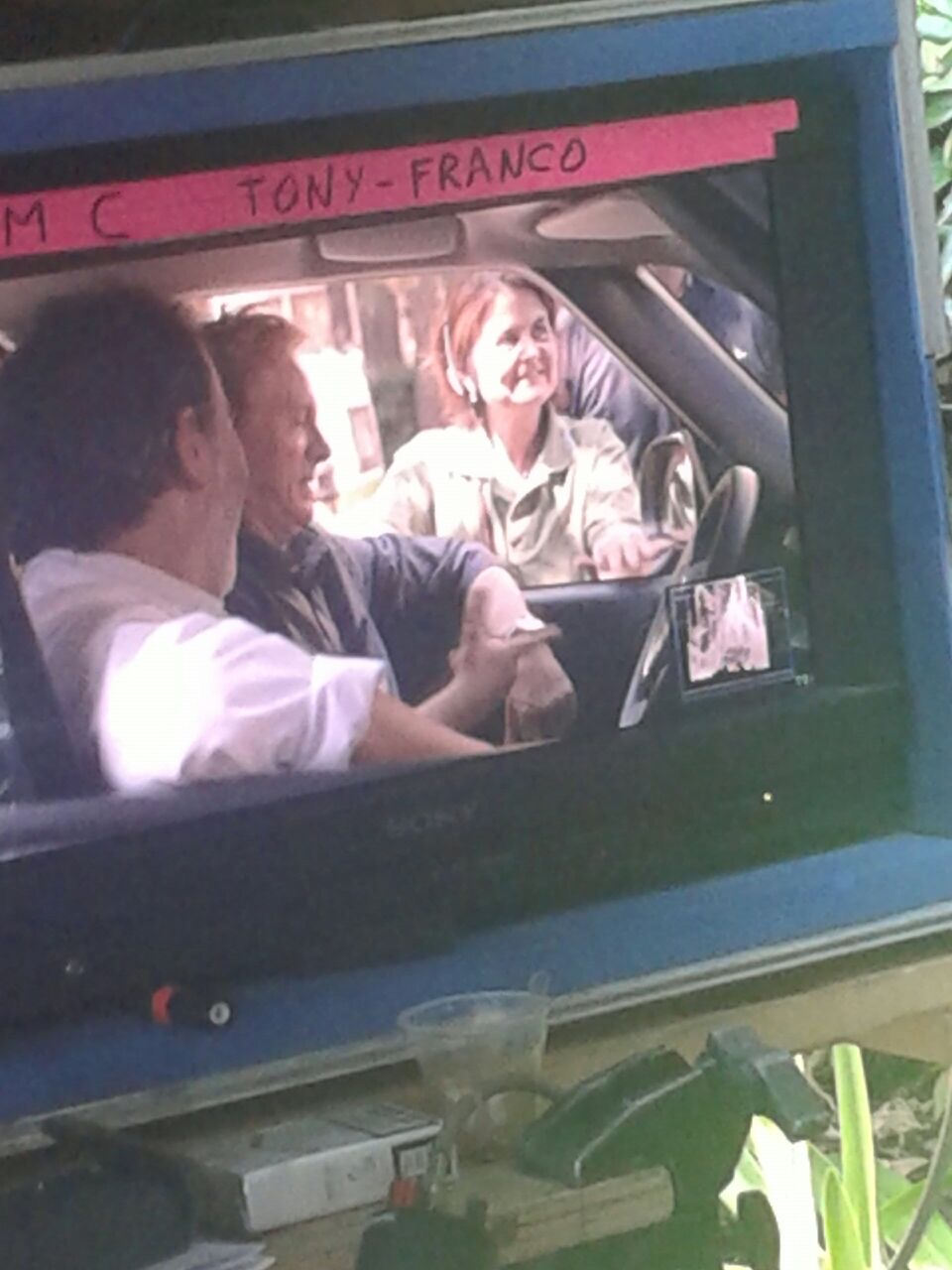
Elisabetta Marchetti sul set di Un Medico in Famiglia
Elisabetta Marchetti Regista

### Regia
- Questa casa non è un albergo (2000)
- Gli amici di Gesù - Giuseppe di Nazareth (2001)
- Gli amici di Gesù - Maria Maddalena (2000)
- Gli amici di Gesù - Giuda (2001)
- San Giovanni - L'apocalisse (2002)
- Don Matteo (quinta e sesta e settima stagione) (2006-2008)
- Animanera (2007) montatrice
- Un medico in famiglia (dalla sesta alla decima stagione) (2009-2016)
- Notte prima degli esami '82 (2011)
- Casa Flora (2017)[2]